# NK Izola
Nogometni klub "Izola" (NK "Izola", "Izola") je bio nogometni klub iz Izole, Obalno-kraška regija, Republika Slovenija. 

## O klubu
Nogometni klub u Izoli je osnovan 1923. godine pod imenom "Club Calcistico Giovanile Isola d'Istria" (CCG "Isola d'Istria", s obzirom na to da je Izola, kao i ostatak slovenskog primorja, u to vrijeme bilo dijelom Kraljevine Italije. Klub je još djelovao pod nazivima "Virtus", "Edera", “Dopolavoro Isola”, a od 1935. godine "“Ampelea – Dopolavoro Aziendale Conservifici S.A”" ("Ampelea"). Klub je pod nazivom "Ampelea" 1930.-ih i početkom 1940.-ih igrao u talijanskoj "Serie C, a 1944. je bila prvak regije Venezia-Giulia. 
 
Po završetku Drugog svjetskog rata, 1945. godine, Izola postaje dio Jugoslavije, odnosno Slobodnog teritorija Trsta (od 1954. dio NR Slovenije). Klub se obnavlja kao sveopće sportsko društvo grada, po jugoslavenskom modelu tog doba, i igra prvo pod imenom Unione Sportiva Isola, a onda se mjenja ime u NK "Arrigona" te se natječe u prvenstvima vojne oblasti Trsta i Slovenskog Primorja. Klub se kasnije preimenje u NK "Izola"'. Za vrijeme socijalističke Jugoslavije, "Izola" je uglavnom bila član "Slovenske republičke lige" ("Slovenske zone"), koju osvaja u sezoni 1989./90. U sezoni 1953./54. su bili članovi "Hrvatsko-slovenske lige", a u sezoni 1990./91. "Međurepubličke lige - Zapad". Klub je također bio i član "Slovenske lige - Zapad" i drugih liga na području Slovenije. 
 
Osamostaljenjem Slovenije, klub je pod nazivom "Belvedur Izola"' postao članom "1. slovenske lige" i u prvoj sezoni osvajaju 3. mjesto, što im omogućuje nastup u "Kupu UEFA" u sezoni 1992./93., u kojem je u prvom kolu eliminirana od portugalske "Benfice".  U ljeto 1993. klub vraća naziv "Izola". Tijekom sezone 1995./96., klub upada u financijske probleme, ne završava regularno sezonu, te se klub gasi. 
 
U ljeto 1996. je osnovan sljednik NK "Izola" - MNK "Izola" (Mladinski nogometni klub "Izola").  

## Uspjesi

### nakon 1991.
1. slovenska liga
- trećeplasirani: 1991./92.

### Od 1945. do 1991.
Slovenska republička liga
- prvak: 1989./90.
- doprvak: 1978./79., 1981./82., 1982./83., 1988./89.

Slovenska republička liga - Zapad
- doprvak: 1952./53.

Slovenska regionalna liga - Zapad
- prvak: 1968./69., 1986./87.

### do 1945.
Campionato Alta Italia -  Venezia-Giulia
- prvak: 1943./44.

## Pregled plasmana
| sezona         | rang lige      | liga              | poz.           | klubova u ligi | ut             | pob            | ner            | por            | gol+           | gol-           | bod            | napomene       | izvori         |
| Belvedur Izola | Belvedur Izola | Belvedur Izola    | Belvedur Izola | Belvedur Izola | Belvedur Izola | Belvedur Izola | Belvedur Izola | Belvedur Izola | Belvedur Izola | Belvedur Izola | Belvedur Izola | Belvedur Izola | Belvedur Izola |
| -------------- | -------------- | ----------------- | -------------- | -------------- | -------------- | -------------- | -------------- | -------------- | -------------- | -------------- | -------------- | -------------- | -------------- |
| 1991./92.      | I.             | 1. slovenska liga | 3.             | 21             | 40             | 22             | 12             | 6              | 62             | 26             | 56             |                | [ 2 ]          |
| 1992./93.      | I.             | 1. slovenska liga | 13.            | 18             | 34             | 10             | 10             | 14             | 45             | 46             | 30             |                | [ 3 ]          |
| Izola          |                |                   |                |                |                |                |                |                |                |                |                |                |                |
| 1993./94.      | I.             | 1. slovenska liga | 10.            | 16             | 30             | 9              | 8              | 13             | 45             | 51             | 26             |                | [ 4 ]          |
| 1994./95.      | I.             | 1. slovenska liga | 13.            | 16             | 30             | 7              | 6              | 17             | 30             | 73             | 20             |                | [ 5 ]          |
| 1995./96.      | I.             | 1. slovenska liga | 10.            | 10             | 36             | 1              | 5              | 30             | 13             | 140            | 8              |                | [ 6 ]          |
|                |                |                   |                |                |                |                |                |                |                |                |                |                |                |
|                |                |                   |                |                |                |                |                |                |                |                |                |                |                |

## Unutrašnje poveznice
- Izola

## Vanjske poveznice
- (slov.) mnkizola.si
- (slov.) prvaliga.si (1.SNL)
- (engl.) globalsportsarchive.com, MNK Izola - Team Info